# Heliura hecale
Heliura hecale är en fjärilsart som beskrevs av William Schaus 1892. Heliura hecale ingår i släktet Heliura och familjen björnspinnare. Inga underarter finns listade i Catalogue of Life.